# Captain Beyond
Captain Beyond var ett amerikanskt rockband bildat i Los Angeles, Kalifornien år 1971. Medlemmar var sångaren Rod Evans, gitarristen Larry Rheinhardt, Lee Dorman, och trummisen Bobby Caldwell. Evans hade tidigare varit sångare i Deep Purple, och Rheinhart och Lee hade varit med i rockbandet Iron Butterfly. Gruppen spelade hårdrock med inslag av progressiv rock och psykedelia. De hade en ljudbild och texter som får en att tänka lite på rymden. Alla tre album gruppen släppte nådde placering på amerikanska Billboard 200-listan, men de var ändå inte särskilt kommersiellt framgångsrika och fick ingen notabel singelhit, utan de levde på sitt kultrykte. Bandet har bland annat nämnts som influens för vad som senare kom att kallas stonerrock.
Efter det första självbetitlade albumet, Captain Beyond, ersattes Caldwell med trummisen Marty Rodriguez. Efter deras andra studioalbum Sufficiently Breathless lämnade Rod Evans gruppen och Captain Beyond lades på is fram till år 1976 då man bestämde sig för att spela in ett nytt album. Caldwell tog tillbaka sin plats som trummis, och Willy Daffern blev ny sångare i gruppen. De spelade in gruppens sista album Dawn Explosion som släpptes år 1977. Gruppen splittrades sedan igen.
Gruppen återbildades av Reinhardt och Caldwell 1998 med Jimi Interval som sångare och Jeff Artabasy som basist och uppträdde fram till 2003. Larry Reinhardt avled i januari 2012 av långvarig cancer. Originalbasisten Lee Dorman avled i december samma år.

## Medlemmar
- Larry "Rhino" Reinhardt – gitarr (1971–1973, 1973, 1976–1978, 1998–2003; död 2012)
- Lee Dorman – basgitarr (1971–1973, 1973, 1976–1978; död 2012)
- Rod Evans – sång (1971–1973, 1973)
- Bobby Caldwell – trummor, slagverk (1971–1973, 1973, 1976–1978, 1998–2003)
- Lewie Gold – keyboard (1971)
- Guille Garcia – slagverk (1973)
- Reese Wynans – keyboard (1973)
- Brian Glascock – trummor (1973)
- Marty Rodriguez – trummor (1973)
- Jason Cahoon – sång (1976)
- Willy Daffern – sång (1976–1977)
- Jeff Artabasy – basgitarr (1998–2003)
- Dan Frye – keyboard (1998–2003)
- Jimi Interval – sång (1998–2003)
- Steve Petrey – gitarr (2000–2001)

## Diskografi
Studioalbum
- 1972 – Captain Beyond
- 1973 – Sufficiently Breathless
- 1977 – Dawn Explosion

Livealbum
- 2013 – Live In Texas October 6, 1973
- 2013 – Live Anthology

EP
- 2000 – Night Train Calling EP